# Merasjärvi, Lappland
Merasjärvi är en sjö i Kiruna kommun i Lappland och ingår i Kalixälvens huvudavrinningsområde. Sjön är 16,7 meter djup, har en yta på 3,68 kvadratkilometer och befinner sig 305,9 meter över havet. Merasjärvi ligger i Torne och Kalix älvsystem Natura 2000-område. Sjön avvattnas av vattendraget Merasjoki.

## Delavrinningsområde
Merasjärvi ingår i det delavrinningsområde (750960-176064) som SMHI kallar för Utloppet av Merasjärvi. Medelhöjden är 316 meter över havet och ytan är 24,32 kvadratkilometer. Räknas de 4 avrinningsområdena uppströms in blir den ackumulerade arean 59,51 kvadratkilometer. Merasjoki som avvattnar avrinningsområdet har biflödesordning 3, vilket innebär att vattnet flödar genom totalt 3 vattendrag innan det når havet efter 258 kilometer. Avrinningsområdet består mestadels av skog (47 procent) och sankmarker (30 procent). Avrinningsområdet har 4,6 kvadratkilometer vattenytor vilket ger det en sjöprocent på 18,9 procent.